# José Antich Valero
Pour les articles homonymes, voir Antich et Valero (homonymie).
José Antich Valero, né le 23 juin 1955 à La Seu d'Urgell, est un journaliste catalan, frère du philosophe Xavier Antich i Valero.

## Biographie
Fils d’un libraire de La Seu d'Urgell, il commence sa carrière à l'agence EFE, en 1977. L'année suivante, il intègre l'équipe fondatrice du quotidien El Periódico de Catalunya en tant que chroniqueur politique.
En 1982, il entre dans la première équipe responsable de l'édition catalane du journal El País. Il est alors correspondant politique.
En 1994, il devient rédacteur en chef de la section politique du journal La Vanguardia, poste qu'il garde jusqu’en 1998. Entre 1998 et 2000, il gère la coordination de l'ensemble du domaine politique dans ce même journal.
En remplacement de Joan Tapia, le 21 mars 2000, il est nommé directeur de La Vanguardia, poste qu'il occupe jusqu'en décembre 2013, il est relevé par Márius Carol. C’est sous sa direction, que le journal commence à publier une édition catalane. 
Après un passage comme correspondant à Paris, il quitte La Vanguardia en 2015. La même année, il fonde le journal numérique El Nacional, dont il prend la direction.
Il est l’auteur, entre autres titres, du livre El Virrey (Editorial Planeta, 1994), qui porte sur l'homme politique Jordi Pujol (président de la Generalitat de Catalogne). En 2004, il reçoit le prix « VIII Fundación Independiente de Periodismo Camilo José Cela ». Il a également reçu le prix Gaudí-Gresol pour la notoriété et l’excellence.
Il commente également régulièrement l'actualité à la radio et à la télévision. Il a collaboré à des émissions telles que El matí de Catalunya Ràdio.
Il fait partie du conseil d’administration du CIBOD à titre personnel.

## Œuvre publiée
- El virrei: Jordi Pujol (1994)